# Pablito M. Tagura
Pablito Martinez Tagura SVD (* 15. Januar 1962 in Tagodtod, Lagangilang, Provinz Abra) ist ein philippinischer römisch-katholischer Ordensgeistlicher und Apostolischer Vikar von San Jose in Mindoro.

## Leben
Pablito M. Tagura trat 1978 der Ordensgemeinschaft der Steyler Missionare bei und studierte Philosophie am Divine World College in Bangued. Sein Theologiestudium am ordenseigenen Divine World Seminary in Tagaytay City schloss er mit dem Mastergrad ab. Am 31. Mai 1988 legte er die ewige Profess ab; am 17. Dezember desselben Jahres empfing er das Sakrament der Priesterweihe.
Nach der Priesterweihe lehrte er zunächst bis 1991 am Missionsseminar Christ the King in Quezon City und studierte anschließend bis 1997 an der Marquette University in Milwaukee, wo er in Philosophie promoviert wurde. Von 1997 bis 2014 war er am Missionsseminar Christ the King in Quezon City als Professor, Ökonom und Studiendekan sowie ab 2005 als Rektor des Seminars tätig. Von 2015 bis 2018 war er Mitglied des Provinzialrates seines Ordens. Von 2017 bis 2020 lehrte er in den Vereinigten Staaten als Professor am Divine World College in Epworth. Ab 2020 war er erneut Rektor und Studiendekan am Missionsseminar Christ the King in Quezon City sowie Mitglied des Provinzialrates der Steyler Missionare.
Am 17. Dezember 2022 ernannte ihn Papst Franziskus zum Apostolischen Vikar von San Jose in Mindoro. Der Pro-Präfekt des Dikasteriums für die Evangelisierung, Luis Antonio Kardinal Tagle, spendete ihm am 17. Februar des folgenden Jahres im Missionsseminar Christ the King in Quezon City die Bischofsweihe. Mitkonsekratoren waren der Apostolische Nuntius auf den Philippinen, Erzbischof Charles Brown, und der Erzbischof von Lipa, Gilbert Garcera. Die Amtseinführung in San Jose fand am 24. Februar 2023 statt.